# 日照西站
日照西站原名奎山镇站，位于中华人民共和国山东省日照市东港区，是兖石铁路、青盐铁路、日兰高速铁路上的火车站，于1985年随兖石铁路投入使用，原为五等站，由中国铁路济南局集团有限公司管辖。2018年，该站为接入新建的青盐铁路和日兰高速铁路进行站场改造，并于2018年7月1日正式更名为日照西站。2018年12月26日，青盐铁路开通，该站开始办理动车组列车客运业务。

## 车站结构
- 日照西站1站台和2站台
- 装有低站台门的日照西站1站台
- 日照西站地下一层
- 日照西站站台和股道